# Passage du Caire
Passage du Caire (Káhirská pasáž) je nejdelší a nejstarší z pařížských krytých pasáží. Nachází se v oblasti zvané Sentier ve druhém obvodu. Vchody do ní vedou z place du Caire, rue du Caire, rue Saint-Denis a rue d'Alexandrie, je dlouhá 360 metrů. Patří k ní Galerie Sainte-Foy, Galerie Saint-Denis a Galerie du Caire. Pasáž vznikla v roce 1798 na místě bývalého kláštera Filles-Dieu a na počest Napoleonových vítězství v Egyptě dostala název podle města Káhiry, také výzdoba vchodů je inspirována egyptským uměním. Původně v ní sídlili především tiskaři, od konce 19. století je známá díky množství prodejen s oblečením, často na centrum Paříže nezvykle levným. Otevřena je od pondělí do pátku mezi sedmou hodinou ráno a půl sedmé večer. Pasáž je chráněna jako monument historique, odehrávají se zde detektivní romány Léo Maleta.